# Helictotrichon requienii
Helictotrichon requienii är en gräsart som först beskrevs av Pierre Auguste Victor Mutel, och fick sitt nu gällande namn av Johannes Jan Theodoor Henrard. Helictotrichon requienii ingår i släktet Helictotrichon och familjen gräs. Inga underarter finns listade i Catalogue of Life.